# In My Tribe
In My Tribe è il terzo album discografico in studio del gruppo musicale statunitense 10,000 Maniacs, pubblicato nel luglio 1987.

## Tracce
Tutti i brani sono stati scritti da Natalie Merchant, tranne dove indicato.
1. What's the Matter Here (Robert Buck, Natalie Merchant) – 4:51
2. Hey Jack Kerouac (Buck, Merchant) – 3:26
3. Like the Weather – 3:56
4. Cherry Tree (Buck, Merchant) – 3:13
5. The Painted Desert (Jerome Augustyniak, Merchant) – 3:39
6. Don't Talk (Dennis Drew, Merchant) –  5:04
7. Peace Train (Cat Stevens) – 3:26
8. Gun Shy – 4:11
9. My Sister Rose (Augustyniak, Merchant) – 3:12
10. A Campfire Song – 3:15 (feat. Michael Stipe)
11. City of Angels (Buck, Merchant) – 4:17
12. Verdi Cries – 4:27